# Кумыкия
Кумыкия (кум. Къумукъ) — историко-географический регион, охватывающий территорию исторического проживания тюркского народа кумыков, ныне входящий в состав Республики Дагестан, отчасти Чечни и Северной Осетии. Кумыкия представляла собой главную житницу Дагестана, через неё проходили важнейшие торговые пути — в частности, Великий шёлковый путь.

## Области Кумыкии

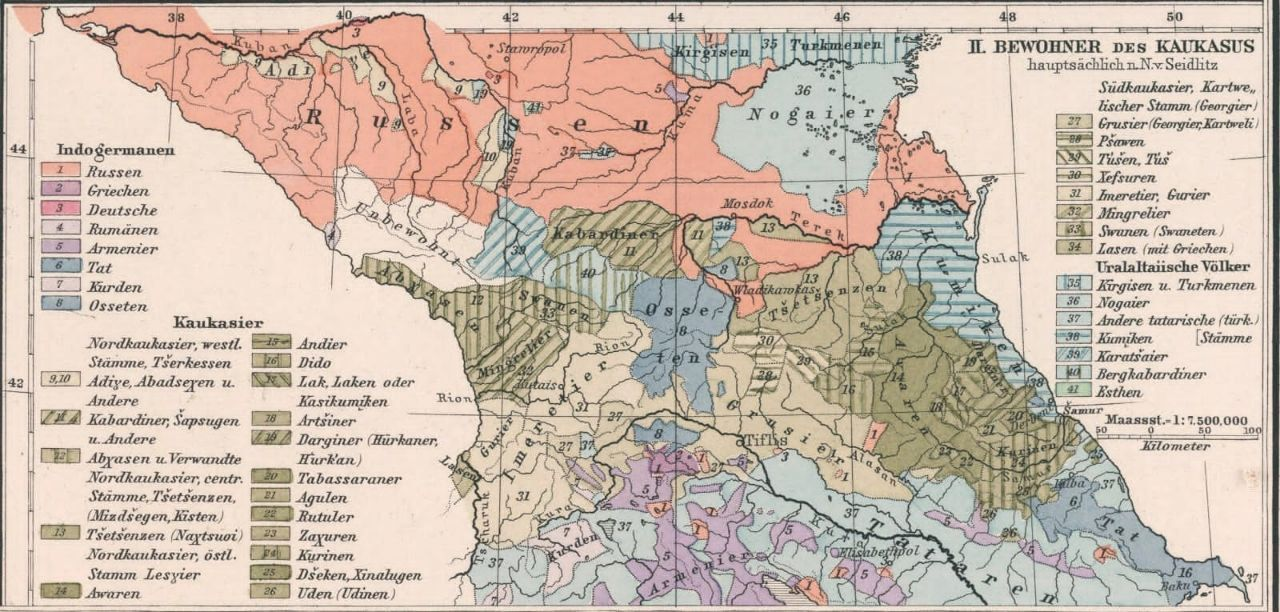
Кумыкия на этнографической карте Восточной Европы, под авторством Dr. G. Gerland. 1880 год.
Под номером 38.

Шамхальство (кум. Шавхаллыкъ) — центральное и первое кумыкское государство, просуществовавшее с XIV по XIX век, и распавшееся в XVII веке на несколько феодальных уделов. Шамхалы считались правителями всего Дагестана и носили соответствующий титул валиев Дагестана.

### Центральная Кумыкия
- Тарковское шамхальство

Владение шаухала (кум. Шавхал-улу — «владение рода шамхалов»). Область, после своего распада в начале XVII века, оставалась в прямом подчинении шамхала, и упразднённая в 1867 году. За кумыками, населявшими данную область, сохранилось название «шамхальцы». Во время Кавказской войны в Шамхальстве вспыхивало несколько антироссийский восстаний. Шамхальское владение включало:
- Мехтулинское (Дженгутайское) (кум. Магьтулу бийлик, позже; Жюнгютей бийлик) владение[22][23] — образовалось в результате выделения из Тарковского шамхальства в XVII веке. Известно тем, что в 1741 году войска мехтулинского Ахмад-хана разбили в Аймакинском ущелье под Дженгутаем войско персидского завоевателя Надир-шаха.[24]
- Бамматулинское владение[16][25] (кум. Баммат-улу — «владение рода Баммата»[16]), Эрпелинское[26], Ишкартынское[26], Капчугайское[26], Карабудахкентское владение[27] — образовались в результате выделения из Тарковского шамхальства в XVII веке[27].
- Бойнакское владение[28] (кум. Бойнакъ бийлик[29]) — небольшое княжество с резиденцией ярым-шамхала (крым-шамхала) в селении Бойнак. Этот титут носил наследник Шамхальства (схоже с титулом принца Уэльского в Великобритании)[28].

### Засулакская (Северная) Кумыкия
Находится в Терско-Сулакском междуречье, охватывая Кумыкскую равнину. Значительную роль как отдельного от Шаухальства региона приобрела с деятельностью Султан-Махмуда, создавшего Эндиреевское княжество, объединившего многочисленные народы вокруг кумыков и, по свидетельству русских историков, остановившего экспансию России на Кавказе на более чем сотню лет.
Помимо Эндирейского, другими образованиями Засулакской Кумыкии являлись Аксайское и Костековское княжества. Во владения засулакских князей входили такие области как Качкалык, Карабулак, Аух и Салатавия. Кумыкские князья селили на своих землях соседние народы за принятие определённых обязательств. Так например, под управлением кумыкских князей были чеченцы, которым кумыкские князья выделяли землю. До переселения кумыкскими князьями аккинцев (в Аух), там жили прежде кумыки. После образования Эндиреевского владения, соседние от владения племена попали под их зависимость. Сын Султан-Мута эндиреевский князь Казаналип в 1650 годы сообщал об «аварах» и «мичигизах», как о людях, которые ему послушны, при этом исследователь Кушева не уверена, в этих словах речь была в широком смысле или в узком.
В работе путешественника Яна Потоцкого побывавшем на Кавказе, приводятся сведения, по которым Андийцы и Буртунайцы зависимы от кумыкских аксаевских князей, а также, что они платят им дань. Подвластны кумыкским князьям, по данным Потоцкого, так же и некоторые чеченские селения.
Территории Засулакской Кумыкии по большей части в 19 веке вошли в Кумыкский округ Терской области, из которого после Кавказской войны образовался Хасавюртовский округ.
По мнению ногайского историка Д. С. Кидирниязова, в XVII—XVIII веках в Засулакской Кумыкии и в Тарковском шамхальстве помимо иных народов проживали и ногайцы. В материале русского офицера Андрея Буцковского, в списке подвластных кумыкам обществ он выделил и ногайцев, живших в Аксае, Эндирее и в Костеке, живших в кибитках, принадлежащих аксаевским, эндиреевским и костековским князьям.
Из горных селений, засулакским князьям платили с каждого дома (20 копеек серебра, корзиной винограда, баранами) следующие аулы : чиркеевцы, зурамкенцы, госталинцы — князьям Темировым; ихалинцы, гунинцы — князю Муртазали Аджиеву; Хубар, зубутлинцы, алмакцы, дылымцы — князьям Казаналиповым; миатлинцы — Хамзаевым; буртунайцы вместе с некоторыми чеченскими селениями — Капланову и старшему эндиреевскому князю.
Имеются подробные данные относительно зависимости чиркеевцев от засулакских князей. Так, в письме кизлярскому коменданту Л. И. Дебеугобрию в октябре 1751 года эндиреевский владетель Алиш Хамзаев пишет:
«А оная Чирковская (Чиркеевская) деревня осталась после отцов наших нам и берем с них как отцы наши брали, так и мы, как с скота, так и со всего подати, потому что они подданные… наши и вам за них стараца не надлежит, или об них есть Е.И.В. указ, то прошу мне объявить, а если указу нет, то б за них вам старания никако- го не предлагать»
По мнению кандидата наук П. Б. Абулсаламова, данный документ свидетельствует о наличии зависимости чиркеецев от эндиреевских князей и о выплате подати. По данным Абдусаламова, из-за чиркеевцев у эндиреевских, аксаевских и костековских князей происходили ссоры.

### Южная Кумыкия
Применяется и сегодня, как и термин Засулакская Кумыкия, для обозначения территорий расселения кумыков к югу от исторического Шамхальского владения.
- Утамышский султанат, или Гамринское владение[55] — выделилось из Шаухальства в конце XVI века. Удел известен отчаянным сопротивлением под предводительством Султан Махмуда Утамышского Петру Первому во время его Персидского похода в 1722 г.[56][57] После уничтожения Петром вошло во владения Кайтагского уцмийства[58]. Султан-Махмуд Утамышский также участвовал в войнах дагестанцев против Надир-Шаха, одержав ряд крупных побед на персидскими отрядами[59].
- Нижний Кайтаг — объединение обществ под властью уцмия Кайтагского на равнинной части Кайтагского уцмийства. Главными городами и столицами были кумыкские Башлы и Маджалис[58][60].

Южных кумыков, населявших так же равнинную часть Кайтагского уцмийства именовали «кайтагами». Сами себя южные кумыки называли «хайдакъ къумукълар», то есть «кайтагские кумыки», а их диалект кумыкского языка называется «кайтагским».

### Терская Кумыкия
Терско-Сунженское междуречье являлось владениями кумыкских правителей. Области расселения терских кумыков (кумыков, живущих вдоль реки Терек) исторически связаны с Тюменским владением (Шевкальской Тюменью), Брагунским княжеством, ордынскими Маджарами и прикубанскими степями. Ныне территории входят в состав Чечни, Северной Осетии и Ингушетии.

## История Кумыкии
Первое упоминание исторической области Кумыкии содержится в арабских источниках. Арабский автор Аль-Масуди в X веке упоминает Владение Гумик.
По мнению известного британского востоковеда Генриха Юля, Гумик соответствует области расселения кумыков южнее Терека.
По сведениям восточных источников Гумик располагался к северу от Сарира и к западу от Джидана/Хунзана (также раннефеодального кумыкского государства), а также граничил с Зирихгераном с севера или с северо-востока. Гумик граничил с Аланией, что дало Б. А. Калоеву основание считать равнинные территории кумыков и алан смежными. Согласно Дербент-наме, области Гелбах и Ихран являлись основой Кумука.
Согласно Плано Карпини, комуки и тарки покорены монголами.
Во время походов Тамерлана упоминаются «все области кумыков». К областям проживания кумыков исследователи относят области времен тимуридов Бугаз-Кум, Кази-Кумук (Гази-Кумуклук), Мамукту, Кайтак.
В XV—XVII веках в дипломатических переписках шамхалов с Русским царством упоминается термин Кумыцкая земля, обозначающий территорию проживания кумыков.

## Источники о расселении кумыков

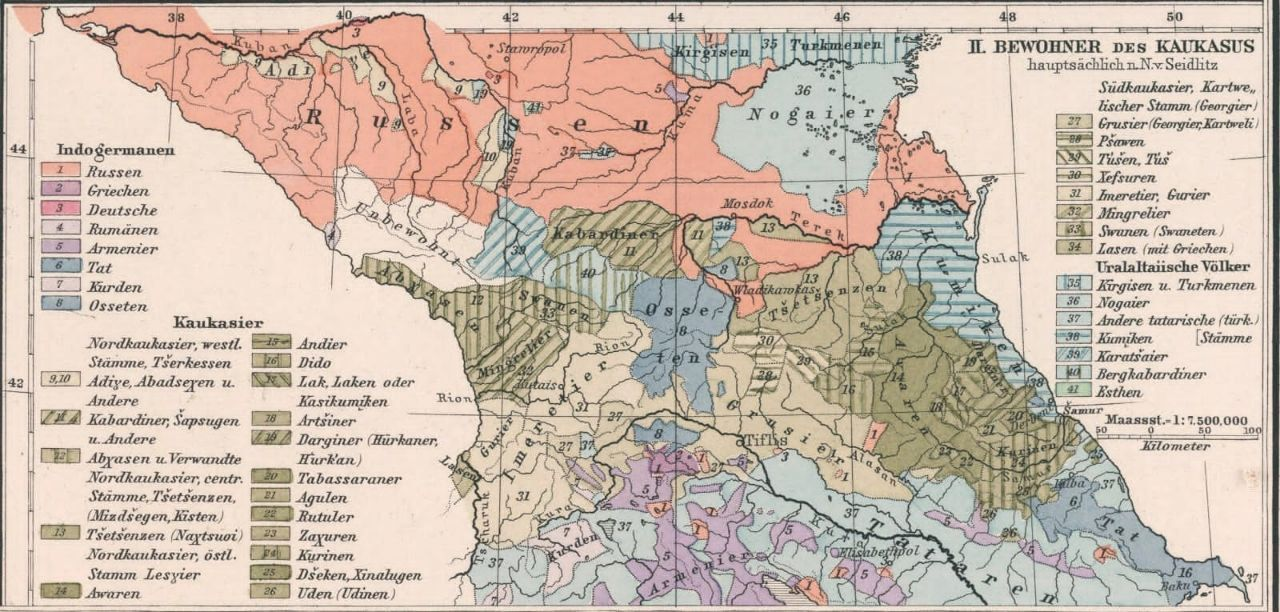
Кумыки на этнографической карте Европы 1880 года Г. Герланда

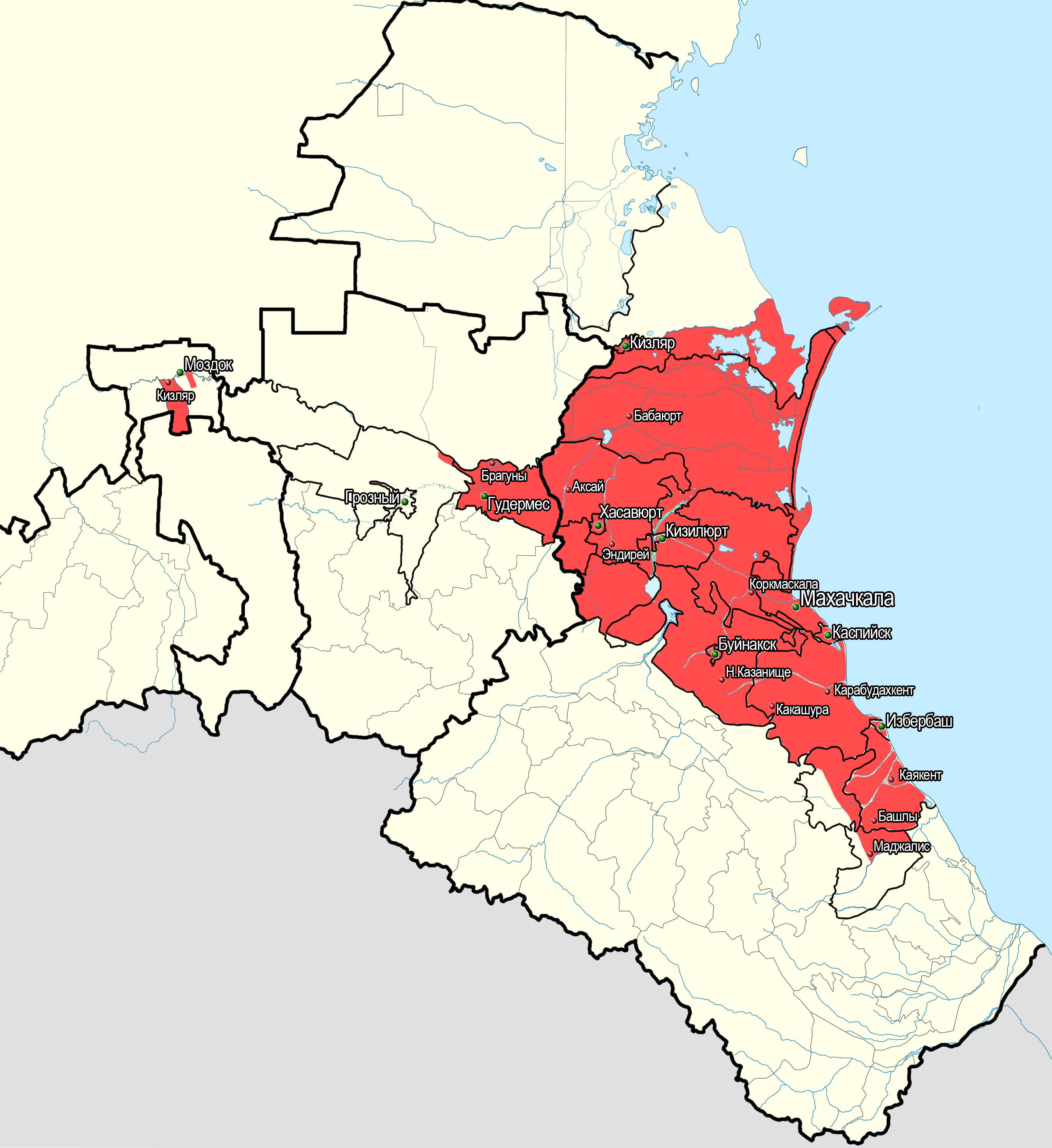
Традиционное расселение кумыков на современной карте, без учёта мелких селений